# Métro d'Almaty
Le métro d'Almaty (en kazakh Алматы метрополитені, en russe Алматинский метрополитен) est un système de transport rapide à Almaty. 
Le premier tronçon du système a été inauguré le 1er décembre 2011, devenant le deuxième métro en Asie centrale, après le métro de Tachkent en Ouzbékistan.

## Lignes
| Nom en français | Nom en kazakh | Année d'ouverture | Dernier ajout | Longueur | Stations |
| --------------- | ------------- | ----------------- | ------------- | -------- | -------- |
| Ligne 1         | Бірінші бағыт | 2011              | 2022          | 13,4 km  | 11       |
| Total :         | Total :       | Total :           | Total :       | 13,4 km  | 11       |

## Système
À la fin des travaux, le métro atteindra 45 kilomètres de longueur.
La première section de la ligne 1 aura une longueur de 8,56 km et sept stations (dont quatre seront en surface et trois seront souterraines). Dans un premier temps, 20 trains fonctionneront sur la ligne. Lorsque la ligne sera terminée, ce seront environ 52 trains qui fonctionneront. À une vitesse moyenne de 40 km/h, le temps total du trajet de bout en bout sera de 12 minutes. Le coût de construction est estimé à 101 milliards de tenge ($ 1 milliard).
Après l'ouverture de la première section, la construction continuera sur le reste de la ligne 1, ainsi que sur la ligne 2, qui sera une ligne de surface. Actuellement, une troisième ligne est en planification mais il faudra attendre la fin des deux premières lignes pour commencer les travaux.
En 2022, le réseau comprend 1 ligne de 11 stations, il est prévu d'étendre cette ligne vers l'ouest avec l'ouverture de 2 stations supplémentaires en 2025.

## Construction
La construction du métro a commencé en 1988, date à laquelle le Kazakhstan fait encore partie de l'Union soviétique. Toutefois, à la suite de l'effondrement de l'Union soviétique, les fonds provenant de Moscou diminuent et le nouveau gouvernement kazakh n'est alors pas en mesure de continuer la construction. Des efforts ont été faits pour préserver les travaux déjà engagés, mais le coût élevé conduit à l'accumulation de dettes importantes pour les travailleurs de la construction.
En 2003, le gouvernement du Kazakhstan définit une nouvelle initiative de développement qui comprend des fonds du gouvernement pour continuer la construction du métro. 
En 2005, le programme de construction, maintenant sous le contrôle du Président Nursultan Nazarbayev reçoit des engagements pour 72 millions de tenge de 2006-2008.
En septembre 2007, la construction de la station Abaï commence. Le 18 avril 2015, le premier prolongement est ouvert jusqu'à la station de Moskva.

## Galerie

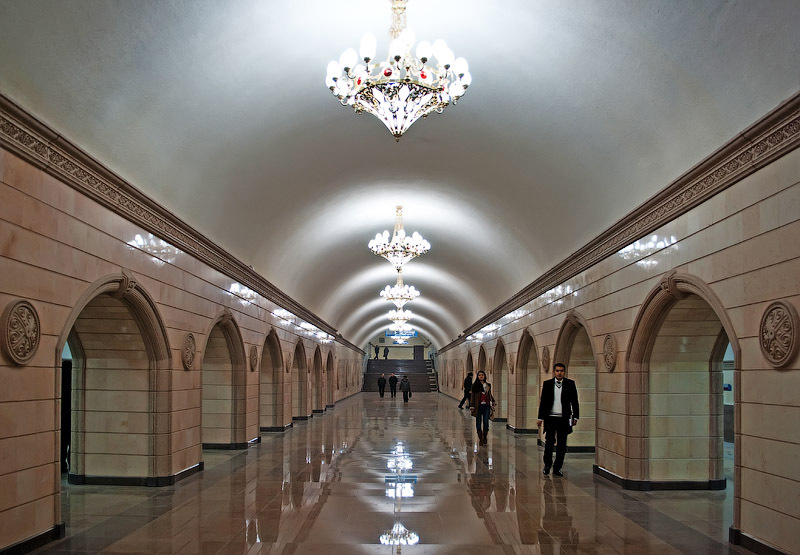
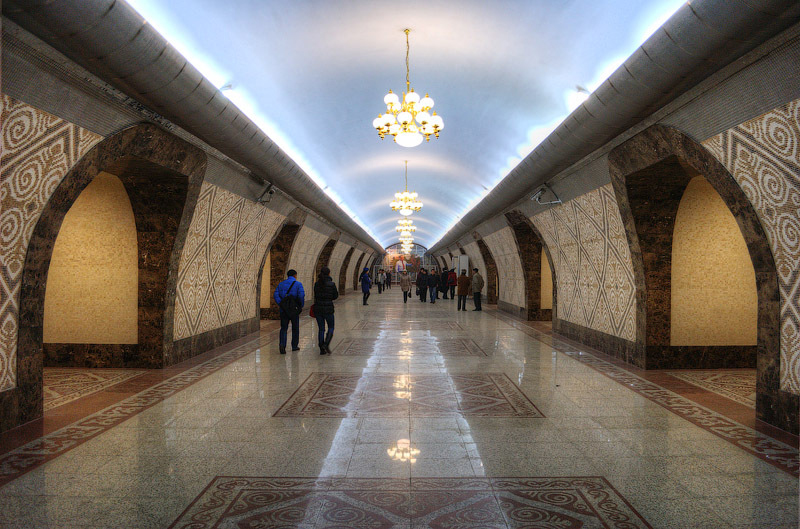
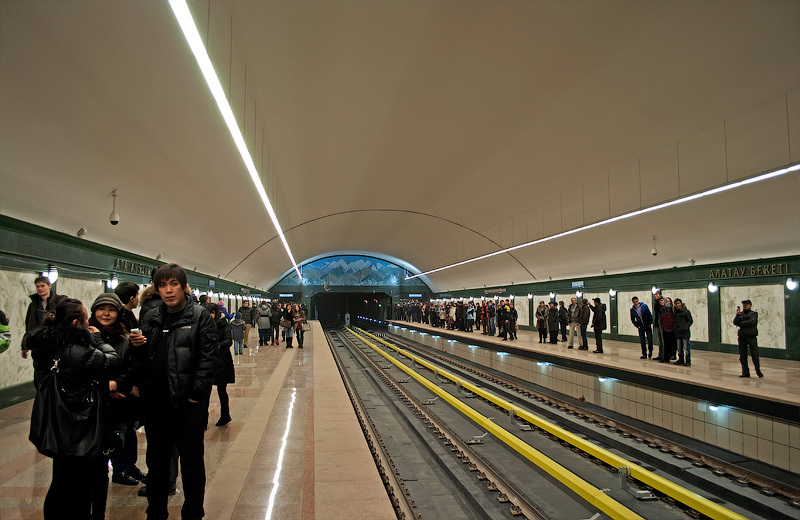
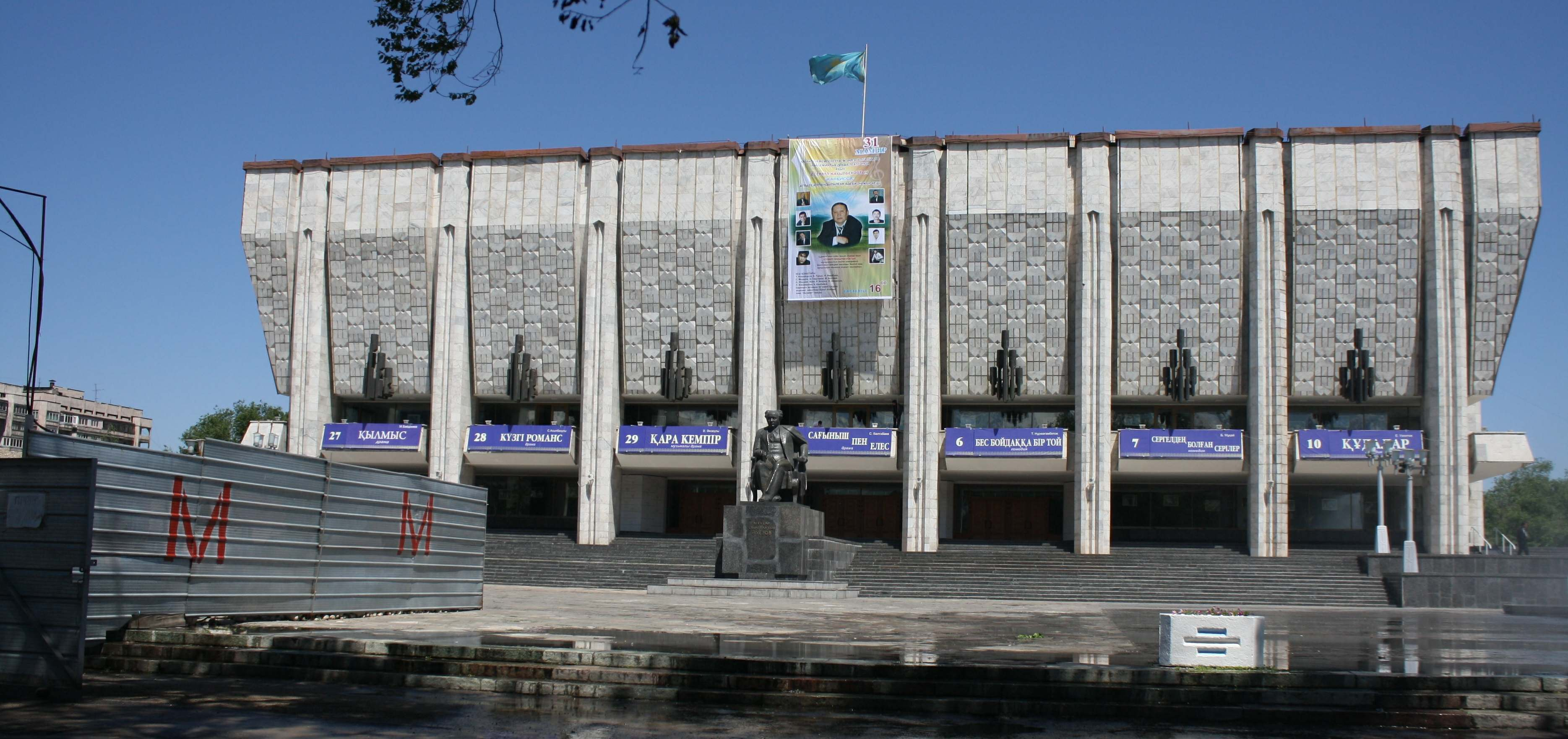
Station du Moukhtar Äouezov atyndaghy teatry .
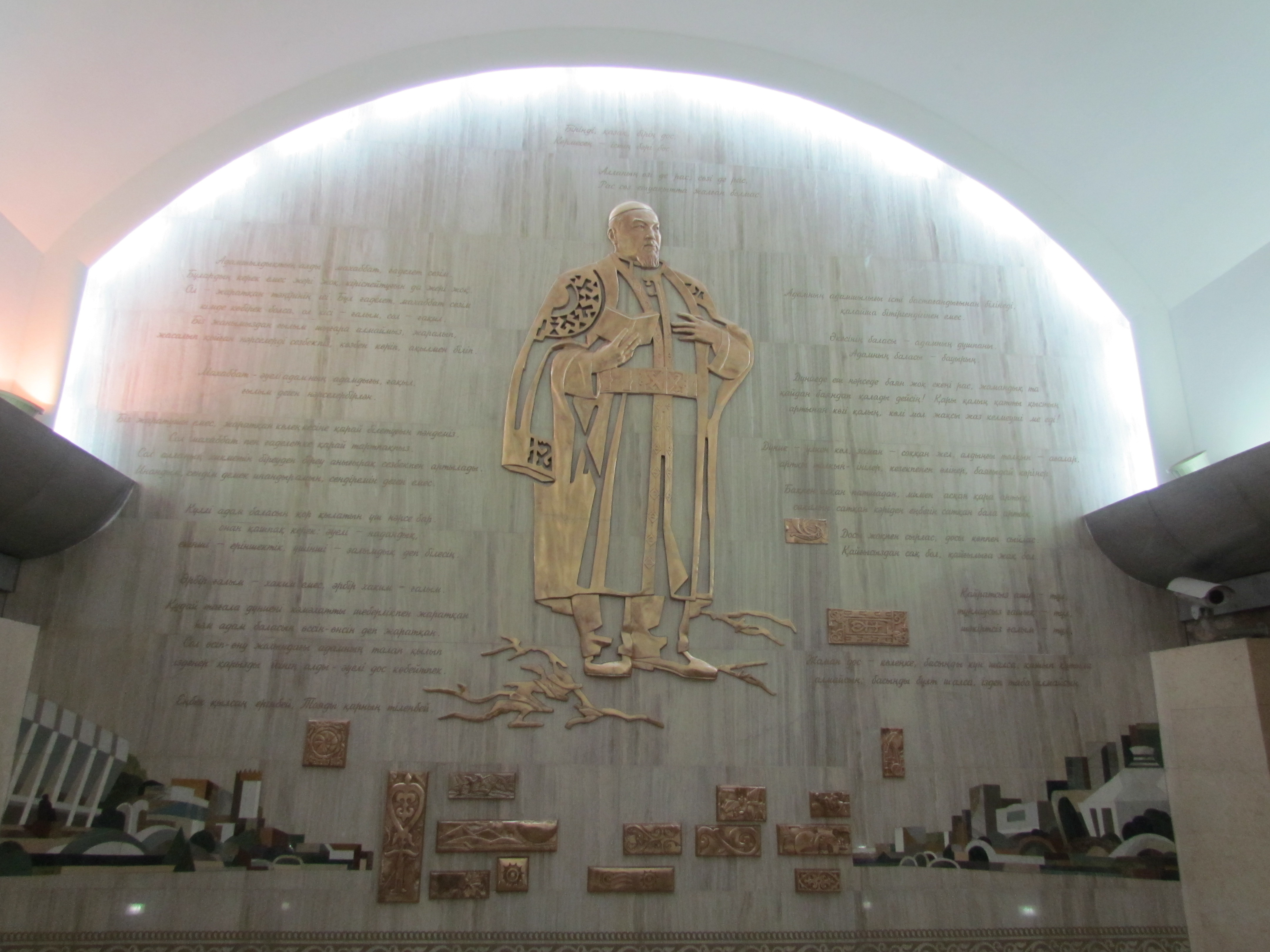
La station Abaï.
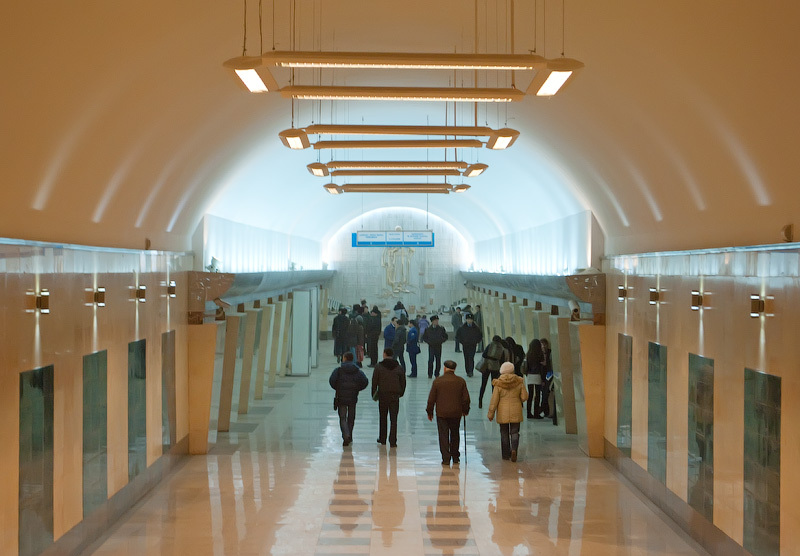
La station Abaï.